# Jernbergsmedaljen
Jernbergsmedaljen eller Gustaf Jernbergsmedaljen var ett svenskt musikpris som  delades ut 2007–2022 till Gustaf Jernbergs minne. Medaljen delades ut till någon som var aktiv och hade tagit till sig Gustaf Jernbergtraditionen och delade med sig av sitt kunnande.

## Meddaljörer
- 2007: Malin Månsson-Leinonen
- 2009: Michael Müller och Tony Wrethling
- 2010: Per Börjesson och Urban Welén
- 2011: Agnes Nykäsenoja
- 2012: Anders Gill
- 2013: Bo Lundgren
- 2014: Bertil Månsson och Lennart Östblom
- 2015 Arne Blomberg
- 2016: Åsa Andersson
- 2017: Hanna Andersson
- 2018: Ville Syri
- 2019: Ingrid Rodebier
- 2020: Tuva Modéer
- 2021: Anders Lindborg
- 2022: Bridget Marsden
- 2022: Jeanette Evansson och Sven Ahlbäck